# Trichillum pauliani
Trichillum pauliani är en skalbaggsart som beskrevs av Vladimir Balthasar 1939. Trichillum pauliani ingår i släktet Trichillum och familjen bladhorningar. Inga underarter finns listade i Catalogue of Life.